# 安納波利斯河
安納波利斯河（英語：Annapolis River），位於加拿大新斯科舍省安納波利斯谷的一條河流，全長120 km（75 mi），流經該峽谷的西部，以西南方向流動，河口位於皇家港，並且流入安納波利斯盆地。

## 外部連結
- Clean Annapolis River Project - official website （页面存档备份，存于）
- Map showing location of the Annapolis River - University of Guelph （页面存档备份，存于）